# Clacton-on-Sea
Clacton-on-Sea é uma cidade de Inglaterra (Reino Unido) com cerca 30 000 habitantes. Fica situada no condado de Essex, concretamente no Tendring Disctrict Council e é banhada pelo Mar do Norte, especificamente no zona do Canal da Mancha. Tem praia e é zona de veraneio.